# عماد القوقعة
قبيبة القوقعة هي أحد أجزاء القوقعة.